# Busonia insularis
Busonia insularis är en insektsart som beskrevs av Schmidt 1926. Busonia insularis ingår i släktet Busonia och familjen dvärgstritar. Inga underarter finns listade i Catalogue of Life.